# Pomelo
Pomelo (lat. Citrus maxima; sin. Citrus grandis) je član agruma u porodici rutovki. Prirodna je voćka koja nije stvorena križanjem drugih agruma.
Pomelo potječe iz jugoistočne Azije te se katkad naziva tajlandskim ili kineskim grejpfrutom. U kineskoj kulturi, pomelo je simbol prosperiteta i sreće, a često se nalazi i na meniju lokalnih kuhinja kao neizbježan dio mnogobrojnih tradicionalnih jela. Koristi se i za pripremu deserta.

## Plod
U pitanju najkrupniji citrus. Pored veličine, velika razlika postoji i u okusu ovog citrusa, što ga znatno razlikuje od srodnih vrsta. Nije kiseo, slatkastog je okusa i čvršće strukture. Kora ove vrste je znatno deblja nego kod ostalih agruma. Težina ploda varira do čak pet kilograma. Plodovi ovog citrusa mogu biti crvene, bijele ili ružičaste boje. Ružičasti i crveni slađi su od bijelog, koji ima nešto kiseliju aromu. 
Pomelo je voće koje raste u egzotičnim krajevima, ali uvelike se izvozi širom svijeta, pa je dostupan i u našim krajevima. Odgovaraju mu mjesta osunčana tijekom većeg dijela dana. Sadnice pomela plodove daju tek 8 godina nakon sadnje. 

## Nutritivna vrijednost
Velika prednost ovog citrusa jest nutritivna vrijednost, i to što na 100 g ima svega 37 kcal, pa se iz tog razloga svakako preporučuje onima koji žele na zdrav način izgubiti kilograme. Posjeduje veliki broj dijetetskih vlakana u svom plodu. Naime, 190 g ove namirnice zadovoljava čak 193 posto dnevnih potreba za vitaminom C, što mu osigurava mjesto na samom vrhu zdravih namirnica.

### Kako ga koriste u predjelima odakle citrus potiče?
U Kini plodove pomela koriste za jačanje pluća i slezene. Kinezi rade prirodne ljekovite preparate od ovog voća: od sjemenki, cvjetova, zrele kore i komada mladog voća, obično tako što ih osuše. Upotrebljavaju ga za liječenje kašlja, oteklina, kod povraćanja, problema s probavom, trovanja alkoholom, za olakšavanje eliminacije sekreta kod prehlada itd. Malajci ga koriste kod bolova u trbuhu, edema 
(oteklina) i za lakšu eliminaciju gustog respiratornog sekreta. Od prokuhanog lišća prave losione za otekline i čireve. 
Plodovi pomela snižavaju povišenu tjelesnu temperaturu i služe kao pomoćna terapija kod šećerne bolesti, povišenog krvnog tlaka, astme i nekih drugih bolesti.

## Medicinski aspekt
Kontinuirana konzumacija ovog ploda može biti od koristi onima koji traže prirodni lijek protiv infekcija urinarnog trakta. Vitamin C koji se javlja u velikoj koncentraciji, pomaže imunološki protiv bakterija koje uzrokuju bolesti mokraćnog mjehura, bubrega i mokraćnih kanala. On povećava nivo kiselina u urinu, sprečava razmnožavanje mikroorganizama i pospješuje uklanjanje bolova i simptoma upale.
Sadrži kalij u većim količinama nego ostalo voće,kao na primjer, banane. Ovaj element je prirodni saveznik srca i krvnih žila. Citrusno voće pomelo kalij sadrži u visokim koncentracijama, pa se savjetuje konzumacija njegovog soka. On pomaže pri smanjivanju lošeg kolesterola u krvi, a eliminira i naslage sa zidova arterija.

### Korisna svojstva protiv:

#### Alergija
Slobodni radikali i različiti toksini koji se nagomilavaju u organizmu predstavljaju veliki rizik. Poznato je da su oni jedan od najčešćih uzročnika nastajanja infekcija i upalnih procesa.

#### Dijareje
Ova voćka sadrži dijetetska vlakna koja su veoma korisna kad je u pitanju pravilan rad crijeva. Preporučuje se osobama koje žele spriječiti proljev.
Vrlo je korisno da pomelo voće jedu i oni kojima je prioritet gubitak kilograma, jer potiče probavu i regulira rad crijeva kroz eliminaciju štetnih stvari.

#### Malignih oboljenja
Kora ovog voća je vrlo bogata bioflavonoidima, vrstom antioksidansa koji dokazano sprečava pojavu malignih bolesti crijeva i gušterače, kao i rak dojke. Regulira nivo estrogena i samim time pomaže onima koji su već oboljeli da se rak ne širi. Pošto sadrži velike količine vlakana, pomelo štiti organizam od raka debelog crijeva više nego bilo koja druga slična namirnica.

### Njega kože i kose
Ovo je pogodan citrus za njegu lica i kože.Redovno konzumiranje ovog citrusnog voća smanjuje nagomilavanje melanina u porama kože, čime sprečava pojavu pjega, a eliminira i fleke na licu. Osim toga, pomelo voće je sjajno i kada je se radi o uklanjanju akni i bubuljica, jer normalizira proizvodnju sebuma. To je svakako odlična vijest za one koji traže prirodnu alternativu skupim kremama i pomadama.
Činjenica je da se pomelo odlično pokazao i kod smanjenja bora zato što stimulira deponiranje kolagena u stanicama i usporava razgradnju elastina. Samim tim, smatra se prirodnim borcem protiv starenja i omogućava da vaše lice bude zategnuto, bez podočnjaka i bora.
Sadrži vitamine A, C i B1 koji s cinkom čine veoma dobru kombinaciju za vlasi. Uz nešto manju količinu sumpora, kalcija i željeza ova voćka pomaže stimulaciju rasta kose i eliminaciju viška masti s površine kože glave. Pomelo za kosu može biti od velike koristi, jer brzo dubinski hidrira kožu glave. Uz pomoć vitamina C smiruje iritacije skalpa i uklanja perut s površine i sprečava njenu ponovnu pojavu.Slobodni radikali su veoma štetni i po folikul kose. Njihov negativan utjecaj ogleda se kroz slabljenje kvaliteta dlake, ona postaje tanka i podložna lomljenju. Antioksidansi iz ove voćke minimiziraju utjecaj toksina i slobodnih radikala, čime postepeno utječu na vraćanje kvaliteta kose. Ona postaje gušća, jača, sjajnija i počinje brže rasti. Za one koji imaju ovakve probleme, pravo rješenje je pomelo sok.

### Nepoželjne strane
Velika količina vitamina C može u kombinaciji s kalijem biti škodljiva osobama koje imaju problema s jetrom i bubrezima.
Oboljeli od hipotenzije, također, trebaju povesti računa o količini dnevnog unosa ovih plodova, jer on dodatno snižava krvni tlak, pa se mogu javiti pospanost, blaga vrtoglavica, učestalije mokrenje ili mučnina.

## Vanjske poveznice
- Citrus species maxima  Arhivirana inačica izvorne stranice od 16. svibnja 2018. (Wayback Machine)
- gringlobal
- search_topic
- theplantlist  Arhivirana inačica izvorne stranice od 23. svibnja 2019. (Wayback Machine)
- Pomelo Nutrition Information  Arhivirana inačica izvorne stranice od 1. svibnja 2012. (Wayback Machine) from USDA SR 22 database
- Pomelo: The "lucky" giant citrus